# Conophytum ernstii
Conophytum ernstii är en isörtsväxtart. Conophytum ernstii ingår i släktet Conophytum, och familjen isörtsväxter.

## Underarter
Arten delas in i följande underarter:
- C. e. cerebellum
- C. e. ernstii